# Habib's
 (janvier 2013).
Habib's est une chaîne de restauration rapide brésilienne créée par Antônio Luiz Seabra.